# Adrien Hardy
Adrien Hardy (* 30. Juli 1978 in Nîmes) ist ein französischer Olympiasieger im Rudern.

## Karriere
Adrien Hardy startete 1999 erstmals bei Ruder-Weltmeisterschaften und belegte im Einer den 21. Platz. 2000 wechselte er in den Doppelzweier und qualifizierte sich zusammen mit Frédéric Kowal für die Olympischen Spiele in Sydney. Dort verpassten Kowal und Hardy den Finaleinzug und belegten als Sieger des B-Finales den siebten Platz. 2001 kam Sébastien Vieilledent für Kowal ins Boot, Hardy und Vielledent belegten bei den Weltmeisterschaften in Luzern den zweiten Platz hinter den Ungarn Ákos Haller und Tibor Pető. 2002 erreichten die beiden Franzosen nur das B-Finale und platzierten  sich auf dem siebten Rang. 2003 gewannen Hardy und Vielledent ihr erstes Weltcuprennen in Mailand. Auf der gleichen Strecke wurden auch die Ruder-Weltmeisterschaften 2003 ausgetragen, bei der die beiden Franzosen vor den Italienern Rossano Galtarossa und Alessio Sartori gewannen. In der Saison 2004 waren die Weltcupergebnisse recht unterschiedlich, auf einen zehnten Platz in Posen folgte ein dritter Platz in München und ein vierter Platz in Luzern. Bei den Olympischen Spielen 2004 siegten die Franzosen vor den slowenischen Titelverteidigern Luka Špik und Iztok Čop, Galtarossa/Sartori erhielten die Bronzemedaille.
2005 trat Hardy im Doppelvierer an und belegte bei den Weltmeisterschaften den fünften Platz. 2006 bildeten Jean-Baptiste Macquet und Adrien Hardy einen neuen Doppelzweier, der beim Weltcup in Posen gewann und in Luzern und München jeweils Dritter wurde. Bei den Ruder-Weltmeisterschaften 2006 in Eton siegten Macquet und Hardy vor Špik/Čop. 2007 belegten die beiden Franzosen im Weltcup die Plätze vier, fünf und sechs, bei den Weltmeisterschaften in München gewannen sie Silber hinter den beiden Slowenen. 2008 waren die Weltcupergebnisse ähnlich denen im Vorjahr, bei den Olympischen Spielen 2008 in Peking belegten Macquet und Hardy den fünften Platz. 2009 trat Adrien Hardy wieder im Doppelvierer an, bei den Ruder-Weltmeisterschaften 2009 erreichte das französische Boot den fünften Platz.